# 西馬赫朱卜區

36°09′37″N 2°43′20″E / 36.160382°N 2.722206°E
西馬赫朱卜區（阿拉伯语：‎），是阿爾及利亞的行政區，位於該國北部，由麥迪亞省負責管轄，首府設於西迪馬赫朱卜，面積229平方公里，2008年人口13,596，人口密度每平方公里59人。